# Scytinostroma
Scytinostroma is een geslacht van schimmels behorend tot de orde Russulales. De typesoort is Scytinostroma portentosum.

## Soorten
Volgens Index Fungorum telt het geslacht 34 soorten (peildatum maart 2023):
| Soortnaam                                                    | Auteur(s)                                  | Publicatiejaar |
| ------------------------------------------------------------ | ------------------------------------------ | -------------- |
| Scytinostroma africanogalactinum                             | Boidin, Lanq. & Gilles                     | 1987           |
| Scytinostroma ahmadii                                        | Boidin & Lanq.                             | 1987           |
| Scytinostroma albocinctum                                    | (Berk. & Broome) Boidin & Lanq.            | 1976           |
| Scytinostroma alutum                                         | Lanq.                                      | 1984           |
| Scytinostroma arachnoideum                                   | (Peck) Gilb.                               | 1963           |
| Scytinostroma artocreas                                      | (Berk. & M.A. Curtis) K.H. Larss.          | 2021           |
| Scytinostroma caudisporum                                    | Boidin, Lanq. & Gilles                     | 1987           |
| Scytinostroma corneri                                        | Boidin & Lanq.                             | 1987           |
| Scytinostroma crassum                                        | (S.S. Rattan) Hjortstam                    | 1995           |
| Scytinostroma crispulum                                      | Boidin, Gilles & Lanq.                     | 1987           |
| Scytinostroma cystidiatum                                    | Boidin                                     | 1960           |
| Scytinostroma decidens                                       | Boidin, Gilles & Lanq.                     | 1987           |
| Scytinostroma duriusculum                                    | (Berk. & Broome) Donk                      | 1956           |
| Scytinostroma fulvum                                         | (Berk. & M.A. Curtis) Hjortstam            | 1990           |
| Scytinostroma hemidichophyticum (Rondsporige stinkkorstzwam) | Pouzar                                     | 1966           |
| Scytinostroma incrustatum                                    | (S.H. He, S.L. Liu & Nakasone) K.H. Larss. | 2021           |
| Scytinostroma intextum                                       | Boidin, Lanq. & Gilles                     | 1987           |
| Scytinostroma jacksonii                                      | Boidin                                     | 1981           |
| Scytinostroma luteolum                                       | Boidin                                     | 1967           |
| Scytinostroma mediterraneense                                | Boidin & Lanq.                             | 1987           |
| Scytinostroma microspermum                                   | Boidin & Lanq.                             | 1987           |
| Scytinostroma nodulosum                                      | (Rick) K.H. Larss.                         | 2021           |
| Scytinostroma odoratum                                       | (Fr.) Donk                                 | 1956           |
| Scytinostroma parvisporum                                    | Boidin & Lanq.                             | 1987           |
| Scytinostroma phaeosarcum                                    | Boidin & Lanq.                             | 1976           |
| Scytinostroma portentosum (Onvertakte stinkkorstzwam)        | (Berk. & M.A. Curtis) Donk                 | 1956           |
| Scytinostroma praestans                                      | (H.S. Jacks.) Donk                         | 1956           |
| Scytinostroma protrusum                                      | (Burt) Nakasone                            | 1988           |
| Scytinostroma pseudopraestans                                | Boidin & Gilles                            | 1988           |
| Scytinostroma pulverulentum                                  | Boidin & Dhingra                           | 1987           |
| Scytinostroma quintasianum                                   | (Bres. & Roum.) Nakasone                   | 2008           |
| Scytinostroma renisporum                                     | Boidin, Lanq. & Gilles                     | 1987           |
| Scytinostroma rhizomorpharum                                 | S.S. Rattan                                | 1974           |
| Scytinostroma yunnanense                                     | C.L. Zhao                                  | 2020           |